# Liste des monuments historiques des Ardennes
Cet article recense les monuments historiques des Ardennes, en France.
- Pour les monuments historiques de la commune de Charleville-Mézières, voir la liste des monuments historiques de Charleville-Mézières

## Statistiques
Au 21 juillet 2025, le département des Ardennes compte 262 édifices comportant au moins une protection au titre des monuments historiques, dont 137 sont classés et 139 sont inscrits. Le total des monuments classés et inscrits est supérieur au nombre total de monuments protégés car plusieurs d'entre eux sont à la fois classés et inscrits.
Un édifice, la fontaine de l'hôtel de la Trésorerie générale de Mézières, inscrite en 1927, a disparu pendant la Seconde Guerre mondiale. Elle a été radiée en 1983.
Le graphique suivant résume le nombre d'actes de protection par décennies (ou par année avant 1880) :

## Liste
| Monument | Commune                         | Adresse                                                                 | Coordonnées                                                  | Notice                                                       | Protection                                                   | Date                                                         | Illustration |
| --- | ------------------------------- | ----------------------------------------------------------------------- | ------------------------------------------------------------ | ------------------------------------------------------------ | ------------------------------------------------------------ | ------------------------------------------------------------ | --- |
| Église Sainte-Catherine d'Alland'Huy-et-Sausseuil                                                                          | Alland'Huy-et-Sausseuil         |                                                                         | 49° 30′ 46″ nord, 4° 33′ 22″ est                             | « PA00078329 »                                               | Classé                                                       | 1986                                                         | Église Sainte-Catherine d'Alland'Huy-et-Sausseuil                                                                         |
| Église Saint-Martin d'Amagne                                                                                               | Amagne                          |                                                                         | 49° 31′ 00″ nord, 4° 30′ 22″ est                             | « PA00078330 »                                               | Classé                                                       | 1910                                                         | Église Saint-Martin d'Amagne                                                                                              |
| Croix de cimetière d'Antheny                                                                                               | Antheny                         | Cimetière                                                               | 49° 50′ 52″ nord, 4° 18′ 50″ est                             | « PA00078331 »                                               | Classé                                                       | 1972                                                         | Croix de cimetière d'Antheny                                                                                              |
| Église Saint-Remy d'Aouste                                                                                                 | Aouste                          |                                                                         | 49° 47′ 57″ nord, 4° 19′ 03″ est                             | « PA00078332 »                                               | Classé                                                       | 1922                                                         | Église Saint-Remy d'Aouste                                                                                                |
| Château d'Arnicourt | Arnicourt                       |                                                                         | 49° 33′ 18″ nord, 4° 21′ 09″ est                             | « PA08000006 »                                               | Inscrit                                                      | 2001                                                         | Château d'Arnicourt |
| Église Saint-Didier d'Asfeld                                                                                               | Asfeld                          | Place de l'Église Derrière la place Grand'Cour et la rue du Château     | 49° 28′ 11″ nord, 4° 07′ 05″ est                             | « PA00078333 »                                               | Classé                                                       | 1913                                                         | Église Saint-Didier d'Asfeld                                                                                              |
| Église Notre-Dame d'Attigny                                                                                                | Attigny                         |                                                                         | 49° 28′ 42″ nord, 4° 34′ 38″ est                             | « PA00078334 »                                               | Classé                                                       | 1910                                                         | Église Notre-Dame d'Attigny                                                                                               |
| Palais de Charlemagne | Attigny                         |                                                                         | 49° 28′ 42″ nord, 4° 34′ 40″ est                             | « PA00078335 »                                               | Classé                                                       | 1922                                                         | Palais de Charlemagne |
| Église Saint-Martin d'Aubigny-les-Pothées                                                                                  | Aubigny-les-Pothées             |                                                                         | 49° 46′ 34″ nord, 4° 26′ 14″ est                             | « PA08000020 »                                               | Inscrit                                                      | 2019                                                         | Église Saint-Martin d'Aubigny-les-Pothées                                                                                 |
| Château d'Auflance | Auflance                        |                                                                         | 49° 37′ 04″ nord, 5° 17′ 28″ est                             | « PA00078556 »                                               | Inscrit                                                      | 1991                                                         | Château d'Auflance |
| Église Saint-Martin d'Authe                                                                                                | Authe                           |                                                                         | 49° 27′ 32″ nord, 4° 52′ 41″ est                             | « PA00078336 »                                               | Classé                                                       | 1920                                                         | Église Saint-Martin d'Authe                                                                                               |
| Église Saint-Nicolas d'Autruche                                                                                            | Autruche                        |                                                                         | 49° 27′ 15″ nord, 4° 53′ 59″ est                             | « PA00078337 »                                               | Inscrit                                                      | 1980                                                         | Église Saint-Nicolas d'Autruche                                                                                           |
| Église Saint-Rémi d'Avançon                                                                                                | Avançon                         |                                                                         | 49° 28′ 31″ nord, 4° 14′ 42″ est                             | « PA00078338 »                                               | Inscrit Classé                                               | 1926 1942                                                    | Église Saint-Rémi d'Avançon                                                                                               |
| Cimetière de Balham | Balham                          |                                                                         | 49° 29′ 28″ nord, 4° 09′ 41″ est                             | « PA00078339 »                                               | Inscrit                                                      | 1926                                                         | Cimetière de Balham |
| Château de Landreville | Bayonville                      |                                                                         | 49° 22′ 43″ nord, 5° 00′ 32″ est                             | « PA08000010 »                                               | Classé                                                       | 2006                                                         | Château de Landreville |
| Château de Bazeilles | Bazeilles                       |                                                                         | 49° 40′ 25″ nord, 4° 58′ 53″ est                             | « PA00078340 »                                               | Classé                                                       | 1943                                                         | Château de Bazeilles |
| Château de Turenne | Bazeilles                       |                                                                         | 49° 40′ 36″ nord, 4° 58′ 24″ est                             | « PA00078341 »                                               | Inscrit                                                      | 1950                                                         | Château de Turenne |
| Maison à arcades | Beaumont-en-Argonne             | Place Principale                                                        | 49° 32′ 19″ nord, 5° 03′ 27″ est                             | « PA00078343 »                                               | Inscrit                                                      | 1927                                                         | Maison à arcades |
| Maison à arcades | Beaumont-en-Argonne             | Place Principale                                                        | 49° 32′ 19″ nord, 5° 03′ 27″ est                             | « PA00078345 »                                               | Inscrit                                                      | 1927                                                         | Maison à arcades |
| Maison à arcades | Beaumont-en-Argonne             | Place Principale                                                        | 49° 32′ 19″ nord, 5° 03′ 27″ est                             | « PA00078344 »                                               | Inscrit                                                      | 1927                                                         | Maison à arcades |
| Maison à arcades | Beaumont-en-Argonne             | Place Principale                                                        | 49° 32′ 19″ nord, 5° 03′ 27″ est                             | « PA00078342 »                                               | Inscrit                                                      | 1927                                                         | Maison à arcades |
| Église de la Décollation-de-Saint-Jean-Baptiste de Châtillon-sur-Bar                                                       | Belleville-et-Châtillon-sur-Bar | Châtillon-sur-Bar                                                       | 49° 28′ 12″ nord, 4° 49′ 27″ est                             | « PA00078346 »                                               | Inscrit                                                      | 1930                                                         | Église de la Décollation-de-Saint-Jean-Baptiste de Châtillon-sur-Bar                                                      |
| Abbaye de Belval au Bois-des-Dames                                                                                         | Belval-Bois-des-Dames           |                                                                         | 49° 28′ 36″ nord, 5° 01′ 02″ est                             | « PA00078560 »                                               | Inscrit                                                      | 1991                                                         | Abbaye de Belval au Bois-des-Dames                                                                                        |
| Château de La Berlière | La Berlière                     |                                                                         | 49° 31′ 09″ nord, 4° 55′ 13″ est                             | « PA00078347 »                                               | Inscrit                                                      | 1984                                                         | Château de La Berlière |
| Abbatiale de Blanchefosse                                                                                                  | Blanchefosse-et-Bay             |                                                                         | 49° 47′ 09″ nord, 4° 14′ 26″ est                             | « PA00078348 »                                               | Inscrit                                                      | 1926                                                         | Abbatiale de Blanchefosse                                                                                                 |
| Château Marcadet | Bogny-sur-Meuse                 |                                                                         | 49° 51′ 51″ nord, 4° 45′ 30″ est                             | « PA08000005 »                                               | Inscrit                                                      | 2000                                                         | Château Marcadet |
| Collégiale Saint-Vivent de Braux                                                                                           | Bogny-sur-Meuse                 |                                                                         | 49° 51′ 03″ nord, 4° 46′ 04″ est                             | « PA00078349 »                                               | Inscrit                                                      | 1963                                                         | Collégiale Saint-Vivent de Braux                                                                                          |
| Église Saint-Martin de Brières                                                                                             | Brécy-Brières                   |                                                                         | 49° 20′ 02″ nord, 4° 44′ 29″ est                             | « PA00078350 »                                               | Inscrit                                                      | 1928                                                         | Église Saint-Martin de Brières                                                                                            |
| Église Saint-Jean-Baptiste de Brienne-sur-Aisne                                                                            | Brienne-sur-Aisne               |                                                                         | 49° 26′ 01″ nord, 4° 03′ 08″ est                             | « PA00078351 »                                               | Inscrit                                                      | 1926                                                         | Église Saint-Jean-Baptiste de Brienne-sur-Aisne                                                                           |
| Château-ferme de Brieulles-sur-Bar                                                                                         | Brieulles-sur-Bar               |                                                                         | 49° 28′ 35″ nord, 4° 32′ 00″ est                             | « PA00078352 »                                               | Inscrit                                                      | 1945                                                         | Château-ferme de Brieulles-sur-Bar                                                                                        |
| Église Notre-Dame de Brieulles-sur-Bar                                                                                     | Brieulles-sur-Bar               |                                                                         | 49° 28′ 35″ nord, 4° 51′ 13″ est                             | « PA00078353 »                                               | Inscrit                                                      | 1946                                                         | Église Notre-Dame de Brieulles-sur-Bar                                                                                    |
| Château de Buzancy | Buzancy                         | 24 rue du Château                                                       | 49° 25′ 28″ nord, 4° 57′ 14″ est                             | « PA00078354 »                                               | Inscrit Classé Classé                                        | 1982 1982 1986 2010                                          | Château de Buzancy |
| Église Saint-Germain de Buzancy                                                                                            | Buzancy                         |                                                                         | 49° 25′ 38″ nord, 4° 57′ 21″ est                             | « PA00078355 »                                               | Classé                                                       | 1920                                                         | Église Saint-Germain de Buzancy                                                                                           |
| Église Notre-Dame de Carignan                                                                                              | Carignan                        | Place du Docteur-Gairal                                                 | 49° 37′ 57″ nord, 5° 10′ 07″ est                             | « PA00078356 »                                               | Classé                                                       | 1990                                                         | Église Notre-Dame de Carignan                                                                                             |
| Fortifications de Carignan                                                                                                 | Carignan                        |                                                                         | 49° 38′ 02″ nord, 5° 10′ 17″ est                             | « PA00078357 »                                               | Inscrit                                                      | 1988                                                         | Fortifications de Carignan                                                                                                |
| Église Saint-Rémi de Charbogne                                                                                             | Charbogne                       |                                                                         | 49° 30′ 15″ nord, 4° 35′ 36″ est                             | « PA00078359 »                                               | Classé                                                       | 1913                                                         | Église Saint-Rémi de Charbogne                                                                                            |
| Ferme fortifiée de Charbogne                                                                                               | Charbogne                       | Au centre du village                                                    | 49° 30′ 06″ nord, 4° 35′ 17″ est                             | « PA00078360 »                                               | Inscrit                                                      | 1948                                                         | Ferme fortifiée de Charbogne                                                                                              |
| | Charleville-Mézières            | Voir Liste des monuments historiques de Charleville-Mézières            | Voir Liste des monuments historiques de Charleville-Mézières | Voir Liste des monuments historiques de Charleville-Mézières | Voir Liste des monuments historiques de Charleville-Mézières | Voir Liste des monuments historiques de Charleville-Mézières | Voir Liste des monuments historiques de Charleville-Mézières                                                              |
| Église Saint-Thibault de Château-Porcien                                                                                   | Château-Porcien                 |                                                                         | 49° 31′ 39″ nord, 4° 14′ 42″ est                             | « PA00078420 »                                               | Inscrit Classé                                               | 1971 1984                                                    | Église Saint-Thibault de Château-Porcien                                                                                  |
| Abbaye de Chéhéry | Chatel-Chéhéry                  |                                                                         | 49° 17′ 19″ nord, 4° 58′ 16″ est                             | « PA00078550 »                                               | Inscrit                                                      | 1990                                                         | Abbaye de Chéhéry |
| Château de Rocan | Chéhéry                         |                                                                         | 49° 38′ 09″ nord, 4° 52′ 01″ est                             | « PA00078421 »                                               | Inscrit                                                      | 1981                                                         | Château de Rocan |
| Église Notre-Dame de Malmy                                                                                                 | Chémery-sur-Bar                 | Malmy                                                                   | 49° 36′ 08″ nord, 4° 51′ 04″ est                             | « PA00078423 »                                               | Inscrit                                                      | 1958                                                         | Église Notre-Dame de Malmy                                                                                                |
| Église Saint-Sulpice de Chémery-sur-Bar                                                                                    | Chémery-sur-Bar                 |                                                                         | 49° 36′ 04″ nord, 4° 52′ 03″ est                             | « PA00078422 »                                               | Classé                                                       | 1920                                                         | Église Saint-Sulpice de Chémery-sur-Bar                                                                                   |
| Croix du Chesne | Le Chesne                       |                                                                         | 49° 30′ 50″ nord, 4° 45′ 55″ est                             | « PA00078424 »                                               | Classé                                                       | 1922                                                         | Croix du Chesne |
| Église Saint-Jacques du Chesne                                                                                             | Le Chesne                       |                                                                         | 49° 30′ 50″ nord, 4° 45′ 51″ est                             | « PA00078425 »                                               | Classé                                                       | 1922                                                         | Église Saint-Jacques du Chesne                                                                                            |
| Église Saint-Rémi de Cheveuges                                                                                             | Cheveuges                       |                                                                         | 49° 39′ 53″ nord, 4° 53′ 00″ est                             | « PA00078426 »                                               | Classé                                                       | 1959                                                         | Église Saint-Rémi de Cheveuges                                                                                            |
| Bornes de Saint-Rémi | Chilly                          | R.D. 8043                                                               | 49° 51′ 10″ nord, 4° 27′ 50″ est                             | « PA00078427 »                                               | Classé                                                       | 1931                                                         | Bornes de Saint-Rémi |
| Église Saint-Pierre de Chuffilly-Roche et cimetière                                                                        | Chuffilly-Roche                 |                                                                         | 49° 26′ 48″ nord, 4° 36′ 18″ est                             | « PA00078428 »                                               | Inscrit                                                      | 1948                                                         | Église Saint-Pierre de Chuffilly-Roche et cimetière                                                                       |
| Fontaine Saint-Pierre de Chuffilly-Roche                                                                                   | Chuffilly-Roche                 |                                                                         | 49° 26′ 49″ nord, 4° 36′ 16″ est                             | « PA00078428 »                                               | Inscrit                                                      | 1948                                                         | Fontaine Saint-Pierre de Chuffilly-Roche                                                                                  |
| Église Saint-Martin de Cliron                                                                                              | Cliron                          |                                                                         | 49° 48′ 40″ nord, 4° 36′ 42″ est                             | « PA00078464 »                                               | Inscrit                                                      | 1927                                                         | Église Saint-Martin de Cliron                                                                                             |
| Château de Cornay | Cornay                          |                                                                         | 49° 18′ 02″ nord, 4° 56′ 56″ est                             | « PA00078551 »                                               | Inscrit                                                      | 1990                                                         | Château de Cornay |
| Église Sainte-Onésime de Donchery                                                                                          | Donchery                        |                                                                         | 49° 41′ 42″ nord, 4° 52′ 32″ est                             | « PA00078429 »                                               | Classé                                                       | 1911                                                         | Église Sainte-Onésime de Donchery                                                                                         |
| Château de Doumely | Doumely-Bégny                   |                                                                         | 49° 37′ 48″ nord, 4° 18′ 20″ est                             | « PA00078430 »                                               | Inscrit Classé                                               | 1984                                                         | Château de Doumely |
| Église Saint-Martin de Doux                                                                                                | Doux                            |                                                                         | 49° 30′ 11″ nord, 4° 25′ 51″ est                             | « PA00078431 »                                               | Inscrit                                                      | 1926                                                         | Église Saint-Martin de Doux                                                                                               |
| Château de L'Échelle | L'Échelle                       |                                                                         | 49° 48′ 03″ nord, 4° 28′ 25″ est                             | « PA00078432 »                                               | Inscrit                                                      | 1926                                                         | Château de L'Échelle |
| Abbaye d'Élan | Élan                            |                                                                         | 49° 39′ 50″ nord, 4° 45′ 20″ est                             | « PA00078433 »                                               | Inscrit                                                      | 1946                                                         | Abbaye d'Élan |
| Église Notre-Dame d'Élan                                                                                                   | Élan                            |                                                                         | 49° 39′ 50″ nord, 4° 45′ 24″ est                             | « PA00078434 »                                               | Inscrit                                                      | 1946                                                         | Église Notre-Dame d'Élan                                                                                                  |
| Église Saint-Denis d'Évigny                                                                                                | Évigny                          |                                                                         | 49° 43′ 52″ nord, 4° 40′ 20″ est                             | « PA00078435 »                                               | Inscrit                                                      | 1980                                                         | Église Saint-Denis d'Évigny                                                                                               |
| Abbaye Notre-Dame de Sept-Fontaines                                                                                        | Fagnon                          |                                                                         | 49° 44′ 45″ nord, 4° 38′ 11″ est                             | « PA00078436 »                                               | Inscrit                                                      | 1980                                                         | Abbaye Notre-Dame de Sept-Fontaines                                                                                       |
| Ouvrage de La Ferté | La Ferté-sur-Chiers             |                                                                         | 49° 35′ 05″ nord, 5° 13′ 58″ est                             | « PA00078437 »                                               | Inscrit                                                      | 1980                                                         | Ouvrage de La Ferté |
| Église Saint-Rémi de Floing                                                                                                | Floing                          |                                                                         | 49° 43′ 17″ nord, 4° 55′ 49″ est                             | « PA00078438 »                                               | Inscrit                                                      | 1971                                                         | Église Saint-Rémi de Floing                                                                                               |
| Château-ferme de Foisches                                                                                                  | Foisches                        |                                                                         | 50° 07′ 40″ nord, 4° 46′ 36″ est                             | « PA00078557 »                                               | Inscrit                                                      | 1991                                                         | Château-ferme de Foisches                                                                                                 |
| Église Saint-Nicolas de Fossé                                                                                              | Fossé                           |                                                                         | 49° 26′ 48″ nord, 5° 00′ 19″ est                             | « PA08000013 »                                               | Inscrit                                                      | 2011                                                         | Église Saint-Nicolas de Fossé                                                                                             |
| Église Notre-Dame de Fraillicourt                                                                                          | Fraillicourt                    |                                                                         | 49° 40′ 02″ nord, 4° 09′ 51″ est                             | « PA00078439 »                                               | Inscrit                                                      | 1928                                                         | Église Notre-Dame de Fraillicourt                                                                                         |
| Château des comtes de Bryas                                                                                                | Fumay                           |                                                                         | 49° 59′ 37″ nord, 4° 42′ 14″ est                             | « PA00078440 »                                               | Inscrit                                                      | 1972                                                         | Château des comtes de Bryas                                                                                               |
| Église Saint-Rémy de Gespunsart                                                                                            | Gespunsart                      |                                                                         | 49° 49′ 18″ nord, 4° 49′ 37″ est                             | « PA00078441 »                                               | Inscrit                                                      | 1984                                                         | Église Saint-Rémy de Gespunsart                                                                                           |
| Chapelle de Walcourt | Givet                           |                                                                         | 50° 08′ 40″ nord, 4° 48′ 20″ est                             | « PA00078442 »                                               | Classé                                                       | 1984                                                         | Chapelle de Walcourt |
| Couvent des Récollectines de Givet                                                                                         | Givet                           | 18, 20 rue Mehul                                                        | 50° 08′ 15″ nord, 4° 49′ 24″ est                             | « PA00078443 »                                               | Inscrit                                                      | 1980                                                         | Couvent des Récollectines de Givet                                                                                        |
| Couvent des Récollets de Givet                                                                                             | Givet                           | Rue des Récollets Rue Clemenceau Place Jean-Jaurès 2,4,6,8 rue Calmette | 50° 08′ 11″ nord, 4° 49′ 19″ est                             | « PA08000011 »                                               | Inscrit                                                      | 2006                                                         | Couvent des Récollets de Givet                                                                                            |
| Fort de Charlemont | Givet                           |                                                                         | 50° 08′ 09″ nord, 4° 48′ 13″ est                             | « PA00078444 »                                               | Inscrit                                                      | 1927                                                         | Fort de Charlemont |
| Fortifications de Givet | Givet                           |                                                                         | 50° 08′ 07″ nord, 4° 49′ 26″ est                             | « PA00078561 »                                               | Inscrit                                                      | 1991                                                         | Fortifications de Givet                                                                                                   |
| Manège militaire de Givet                                                                                                  | Givet                           | Rue des Récollets                                                       | 50° 08′ 10″ nord, 4° 49′ 19″ est                             | « PA00078552 »                                               | Inscrit                                                      | 1990                                                         | Manège militaire de Givet                                                                                                 |
| Château de Villette | Glaire                          |                                                                         | 49° 42′ 37″ nord, 4° 53′ 54″ est                             | « PA00132579 »                                               | Inscrit                                                      | 1994                                                         | Château de Villette |
| Château de Grandpré | Grandpré                        |                                                                         | 49° 20′ 28″ nord, 4° 52′ 17″ est                             | « PA00078445 »                                               | Classé                                                       | 1921                                                         | Château de Grandpré |
| Église Saint-Médard de Grandpré                                                                                            | Grandpré                        |                                                                         | 49° 20′ 24″ nord, 4° 52′ 14″ est                             | « PA00078446 »                                               | Classé                                                       | 1911                                                         | Église Saint-Médard de Grandpré                                                                                           |
| Église Saint-Laurent de Grivy-Loisy                                                                                        | Grivy-Loisy                     |                                                                         | 49° 24′ 57″ nord, 4° 37′ 52″ est                             | « PA00078447 »                                               | Classé                                                       | 1946                                                         | Église Saint-Laurent de Grivy-Loisy                                                                                       |
| Château de Gruyères | Gruyères                        |                                                                         | 49° 42′ 41″ nord, 4° 36′ 13″ est                             | « PA08000012 »                                               | Inscrit                                                      | 2010                                                         | Château de Gruyères |
| Château d'Harzillemont | Hagnicourt                      |                                                                         | 49° 36′ 39″ nord, 4° 35′ 14″ est                             | « PA00078448 »                                               | Inscrit                                                      | 1987                                                         | Château d'Harzillemont |
| Église Sainte-Claire d'Hagnicourt                                                                                          | Hagnicourt                      |                                                                         | 49° 36′ 27″ nord, 4° 35′ 03″ est                             | « PA00078449 »                                               | Classé                                                       | 1911                                                         | Église Sainte-Claire d'Hagnicourt                                                                                         |
| Église Saint-Jean-Baptiste d'Hannappes                                                                                     | Hannappes                       |                                                                         | 49° 49′ 28″ nord, 4° 13′ 51″ est                             | « PA00078450 »                                               | Classé                                                       | 1913                                                         | Église Saint-Jean-Baptiste d'Hannappes                                                                                    |
| Haut-fourneau d'Haybes | Haybes                          | Bois d'Hérée                                                            | 50° 00′ 36″ nord, 4° 43′ 36″ est                             | « PA00078555 »                                               | Classé                                                       | 1991                                                         | Image manquante Téléverser                                                                                                |
| Château de Hierges | Hierges                         |                                                                         | 50° 06′ 21″ nord, 4° 44′ 26″ est                             | « PA00078451 »                                               | Inscrit Classé                                               | 1980                                                         | Château de Hierges |
| Croix d'Hierges | Hierges                         | Place Nord                                                              | 50° 06′ 18″ nord, 4° 44′ 18″ est                             | « PA00078452 »                                               | Inscrit                                                      | 1926                                                         | Croix d'Hierges |
| Église Saint-Jean-Baptiste d'Hierges                                                                                       | Hierges                         |                                                                         | 50° 06′ 21″ nord, 4° 44′ 30″ est                             | « PA00078453 »                                               | Inscrit Classé                                               | 1987 1993                                                    | Église Saint-Jean-Baptiste d'Hierges                                                                                      |
| Calvaire de Jandun | Jandun                          | Terre-plein devant l'église Notre-Dame-de-l'Assomption                  | 49° 39′ 49″ nord, 4° 33′ 35″ est                             | « PA00078454 »                                               | Classé                                                       | 1963                                                         | Calvaire de Jandun |
| Église Saint-Étienne de Launois-sur-Vence                                                                                  | Launois-sur-Vence               |                                                                         | 49° 39′ 12″ nord, 4° 32′ 09″ est                             | « PA00078455 »                                               | Classé                                                       | 1913                                                         | Église Saint-Étienne de Launois-sur-Vence                                                                                 |
| Relais de poste à chevaux de Launois-sur-Vence                                                                             | Launois-sur-Vence               |                                                                         | 49° 39′ 14″ nord, 4° 32′ 20″ est                             | « PA00132580 »                                               | Inscrit                                                      | 1994                                                         | Relais de poste à chevaux de Launois-sur-Vence                                                                            |
| Église Saint-Étienne de Laval-Morency                                                                                      | Laval-Morency                   |                                                                         | 49° 50′ 00″ nord, 4° 29′ 30″ est                             | « PA00078456 »                                               | Inscrit                                                      | 1926                                                         | Église Saint-Étienne de Laval-Morency                                                                                     |
| Église Saint-Blaise de Leffincourt et cimetière                                                                            | Leffincourt                     | Au centre du village                                                    | 49° 23′ 15″ nord, 4° 32′ 45″ est                             | « PA00078457 »                                               | Inscrit                                                      | 1948                                                         | Église Saint-Blaise de Leffincourt et cimetière                                                                           |
| Église Notre-Dame de Liart                                                                                                 | Liart                           |                                                                         | 49° 46′ 10″ nord, 4° 20′ 25″ est                             | « PA00078458 »                                               | Inscrit                                                      | 1926                                                         | Église Notre-Dame de Liart                                                                                                |
| Château de Lumes | Lumes                           |                                                                         | 49° 44′ 06″ nord, 4° 46′ 53″ est                             | « PA00132581 »                                               | Inscrit                                                      | 1994                                                         | Château de Lumes |
| Église Saint-Pierre-et-Saint-Paul de Machault                                                                              | Machault                        |                                                                         | 49° 21′ 14″ nord, 4° 29′ 53″ est                             | « PA00078459 »                                               | Classé                                                       | 1919                                                         | Église Saint-Pierre-et-Saint-Paul de Machault                                                                             |
| Château de Villers | Maisoncelle-et-Villers          | Villers                                                                 | 49° 35′ 46″ nord, 4° 55′ 27″ est                             | « PA08000004 »                                               | Inscrit                                                      | 2000                                                         | Château de Villers |
| Maison forte de la Raminoise                                                                                               | Maisoncelle-et-Villers          | La Raminoise                                                            | 49° 34′ 23″ nord, 4° 55′ 13″ est                             | « PA08000009 »                                               | Inscrit                                                      | 2003                                                         | Maison forte de la Raminoise                                                                                              |
| Château de Marcq | Marcq                           | Derrière la mairie                                                      | 49° 19′ 11″ nord, 4° 55′ 36″ est                             | « PA08000008 »                                               | Inscrit                                                      | 2002                                                         | Château de Marcq |
| Église Saint-Martin de Mars-sous-Bourcq                                                                                    | Mars-sous-Bourcq                |                                                                         | 49° 23′ 47″ nord, 4° 38′ 27″ est                             | « PA00078460 »                                               | Classé                                                       | 1920                                                         | Église Saint-Martin de Mars-sous-Bourcq                                                                                   |
| Croix de la Carmoterie | Mazerny                         |                                                                         | 49° 36′ 41″ nord, 4° 36′ 21″ est                             | « PA00078461 »                                               | Classé                                                       | 1993                                                         | Croix de la Carmoterie |
| Château de Mesmont | Mesmont                         | Le Village                                                              | 49° 36′ 47″ nord, 4° 23′ 57″ est                             | « PA00132582 »                                               | Inscrit                                                      | 1994                                                         | Château de Mesmont |
| Château de Montcornet | Montcornet                      |                                                                         | 49° 49′ 47″ nord, 4° 37′ 39″ est                             | « PA00078463 »                                               | Inscrit                                                      | 1926                                                         | Château de Montcornet |
| Chartreuse du Mont-Dieu | Le Mont-Dieu                    |                                                                         | 49° 32′ 52″ nord, 4° 51′ 59″ est                             | « PA00078465 »                                               | Inscrit Classé                                               | 1927 1946                                                    | Chartreuse du Mont-Dieu                                                                                                   |
| Maison à Bar | Le Mont-Dieu                    |                                                                         | 49° 34′ 26″ nord, 4° 50′ 16″ est                             | « PA00078466 »                                               | Inscrit                                                      | 1926                                                         | Maison à Bar |
| Abbaye de Laval Dieu | Monthermé                       |                                                                         | 49° 52′ 55″ nord, 4° 44′ 39″ est                             | « PA00078467 »                                               | Classé                                                       | 1963                                                         | Abbaye de Laval Dieu |
| Église Saint-Léger de Monthermé                                                                                            | Monthermé                       | Le Village                                                              | 49° 53′ 11″ nord, 4° 43′ 56″ est                             | « PA00078468 »                                               | Classé                                                       | 1959                                                         | Église Saint-Léger de Monthermé                                                                                           |
| Église Saint-Lambert de Montigny-sur-Meuse                                                                                 | Montigny-sur-Meuse              |                                                                         | 50° 02′ 53″ nord, 4° 43′ 18″ est                             | « PA00078469 »                                               | Classé                                                       | 1993                                                         | Église Saint-Lambert de Montigny-sur-Meuse                                                                                |
| Église Saint-Martin de Mont-Saint-Martin                                                                                   | Mont-Saint-Martin               |                                                                         | 49° 20′ 10″ nord, 4° 38′ 47″ est                             | « PA00078470 »                                               | Inscrit                                                      | 1926                                                         | Église Saint-Martin de Mont-Saint-Martin                                                                                  |
| Abbatiale Notre-Dame de Mouzon                                                                                             | Mouzon                          |                                                                         | 49° 36′ 20″ nord, 5° 04′ 33″ est                             | « PA00078471 »                                               | Classé                                                       | 1840                                                         | Abbatiale Notre-Dame de Mouzon                                                                                            |
| Église Sainte-Geneviève de Mouzon                                                                                          | Mouzon                          |                                                                         | 49° 36′ 04″ nord, 5° 03′ 54″ est                             | « PA00078472 »                                               | Inscrit                                                      | 1987                                                         | Église Sainte-Geneviève de Mouzon                                                                                         |
| Fanum de Mouzon | Mouzon                          | Bois communal du Flavier                                                | 49° 34′ 51″ nord, 5° 06′ 20″ est                             | « PA00078476 »                                               | Classé                                                       | 1980                                                         | Fanum de Mouzon |
| Fortifications de Mouzon                                                                                                   | Mouzon                          |                                                                         | 49° 36′ 23″ nord, 5° 04′ 53″ est                             | « PA00078475 »                                               | Inscrit                                                      | 1926                                                         | Fortifications de Mouzon                                                                                                  |
| Maisons espagnoles de Mouzon                                                                                               | Mouzon                          | 61 Grande-Rue                                                           | 49° 36′ 18″ nord, 5° 04′ 36″ est                             | « PA00078473 »                                               | Inscrit                                                      | 1942                                                         | Maisons espagnoles de Mouzon                                                                                              |
| Monastère de Mouzon | Mouzon                          |                                                                         | 49° 36′ 21″ nord, 5° 04′ 33″ est                             | « PA00078474 »                                               | Classé                                                       | 1943                                                         | Monastère de Mouzon |
| Donjon de Day | Neuville-Day                    | Day                                                                     | 49° 30′ 17″ nord, 4° 40′ 47″ est                             | « PA00078477 »                                               | Inscrit                                                      | 1987                                                         | Donjon de Day |
| Église Notre-Dame de Nouvion-sur-Meuse                                                                                     | Nouvion-sur-Meuse               |                                                                         | 49° 41′ 54″ nord, 4° 47′ 41″ est                             | « PA00078478 »                                               | Inscrit                                                      | 1972                                                         | Église Notre-Dame de Nouvion-sur-Meuse                                                                                    |
| Église Saint-Pierre-du-Prieuré de Novy-Chevrières                                                                          | Novy-Chevrières                 |                                                                         | 49° 32′ 27″ nord, 4° 26′ 47″ est                             | « PA00078479 »                                               | Classé                                                       | 1912                                                         | Église Saint-Pierre-du-Prieuré de Novy-Chevrières                                                                         |
| Église Saint-Pierre-aux-Liens d'Olizy                                                                                      | Olizy-Primat                    |                                                                         | 49° 20′ 36″ nord, 4° 46′ 28″ est                             | « PA00078480 »                                               | Classé                                                       | 1913                                                         | Église Saint-Pierre-aux-Liens d'Olizy                                                                                     |
| Église Saint-Martin de Poix-Terron                                                                                         | Poix-Terron                     |                                                                         | 49° 39′ 05″ nord, 4° 38′ 36″ est                             | « PA00078481 »                                               | Inscrit                                                      | 1926                                                         | Église Saint-Martin de Poix-Terron                                                                                        |
| Ferme du Maipas | Prez                            |                                                                         | 49° 47′ 11″ nord, 4° 22′ 07″ est                             | « PA00078482 »                                               | Inscrit                                                      | 1926                                                         | Ferme du Maipas |
| Moulin à couleurs de Prix-lès-Mézières                                                                                     | Prix-lès-Mézières               | 10, 57 rue du Moulin                                                    | 49° 45′ 18″ nord, 4° 40′ 54″ est                             | « PA00135301 »                                               | Inscrit                                                      | 1995                                                         | Moulin à couleurs de Prix-lès-Mézières                                                                                    |
| Église Saint-Martin de Raillicourt                                                                                         | Raillicourt                     |                                                                         | 49° 39′ 04″ nord, 4° 35′ 02″ est                             | « PA00078483 »                                               | Inscrit                                                      | 1930                                                         | Église Saint-Martin de Raillicourt                                                                                        |
| Château de Remilly-Aillicourt                                                                                              | Remilly-Aillicourt              | Grande-Rue                                                              | 49° 39′ 09″ nord, 4° 59′ 42″ est                             | « PA00078484 »                                               | Inscrit                                                      | 1984                                                         | Château de Remilly-Aillicourt                                                                                             |
| Église Saint-Rémi de Remilly-Aillicourt                                                                                    | Remilly-Aillicourt              |                                                                         | 49° 39′ 01″ nord, 4° 59′ 38″ est                             | « PA00078485 »                                               | Inscrit                                                      | 1938                                                         | Église Saint-Rémi de Remilly-Aillicourt                                                                                   |
| Château de Remilly-les-Pothées                                                                                             | Remilly-les-Pothées             |                                                                         | 49° 46′ 53″ nord, 4° 32′ 00″ est                             | « PA00078486 »                                               | Inscrit                                                      | 1927                                                         | Château de Remilly-les-Pothées                                                                                            |
| Église Saint-Martin de Remilly-les-Pothées                                                                                 | Remilly-les-Pothées             |                                                                         | 49° 46′ 52″ nord, 4° 31′ 53″ est                             | « PA00078558 »                                               | Inscrit                                                      | 1991                                                         | Église Saint-Martin de Remilly-les-Pothées                                                                                |
| Église Notre-Dame de Renwez                                                                                                | Renwez                          |                                                                         | 49° 50′ 18″ nord, 4° 36′ 08″ est                             | « PA00078487 »                                               | Classé                                                       | 1913                                                         | Église Notre-Dame de Renwez                                                                                               |
| Église Saint-Nicolas de Rethel                                                                                             | Rethel                          |                                                                         | 49° 30′ 41″ nord, 4° 22′ 00″ est                             | « PA00078488 »                                               | Classé                                                       | 1846                                                         | Église Saint-Nicolas de Rethel                                                                                            |
| Hôtel de ville de Rethel                                                                                                   | Rethel                          |                                                                         | 49° 30′ 32″ nord, 4° 21′ 55″ est                             | « PA08000016 »                                               | Inscrit                                                      | 2015                                                         | Hôtel de ville de Rethel                                                                                                  |
| Église des Dominicains de Revin                                                                                            | Revin                           |                                                                         | 49° 56′ 38″ nord, 4° 38′ 06″ est                             | « PA00078489 »                                               | Inscrit                                                      | 1920                                                         | Église des Dominicains de Revin                                                                                           |
| Cité Paris-Campagne | Revin                           | 1 à 24 cité Paris-Campagne                                              | 49° 56′ 19″ nord, 4° 37′ 50″ est                             | « PA08000015 »                                               | Inscrit                                                      | 2012                                                         | Cité Paris-Campagne |
| Maison espagnole de Revin                                                                                                  | Revin                           | 2-4 rue Victor-Hugo Quai Edgar-Quinet                                   | 49° 56′ 38″ nord, 4° 38′ 14″ est                             | « PA00078553 »                                               | Inscrit                                                      | 1990                                                         | Maison espagnole de Revin                                                                                                 |
| Église Saint-Waast de Rilly-sur-Aisne                                                                                      | Rilly-sur-Aisne                 |                                                                         | 49° 29′ 12″ nord, 4° 38′ 03″ est                             | « PA00078490 »                                               | Classé                                                       | 1920                                                         | Église Saint-Waast de Rilly-sur-Aisne                                                                                     |
| Fortifications de Rocroi                                                                                                   | Rocroi                          |                                                                         | 49° 55′ 31″ nord, 4° 31′ 14″ est                             | « PA00078491 »                                               | Inscrit Classé                                               | 1935 1981                                                    | Fortifications de Rocroi                                                                                                  |
| Église Notre-Dame de Roizy                                                                                                 | Roizy                           |                                                                         | 49° 25′ 35″ nord, 4° 10′ 39″ est                             | « PA00078492 »                                               | Classé                                                       | 1920                                                         | Église Notre-Dame de Roizy                                                                                                |
| Église Saint-Étienne de Servion                                                                                            | Rouvroy-sur-Audry               |                                                                         | 49° 47′ 03″ nord, 4° 29′ 58″ est                             | « PA00078493 »                                               | Inscrit Classé                                               | 1981                                                         | Église Saint-Étienne de Servion                                                                                           |
| Château de Lamecourt | Rubécourt-et-Lamécourt          | Lamecourt                                                               | 49° 41′ 01″ nord, 5° 00′ 48″ est                             | « PA00078494 »                                               | Inscrit                                                      | 1986                                                         | Château de Lamecourt |
| Église Saint-Sulpice de Rumigny                                                                                            | Rumigny                         |                                                                         | 49° 48′ 30″ nord, 4° 16′ 05″ est                             | « PA00078495 »                                               | Inscrit                                                      | 1926                                                         | Église Saint-Sulpice de Rumigny                                                                                           |
| Église Saint-Aignan de Saint-Aignan                                                                                        | Saint-Aignan                    |                                                                         | 49° 39′ 13″ nord, 4° 50′ 41″ est                             | « PA00078496 »                                               | Inscrit                                                      | 1986                                                         | Église Saint-Aignan de Saint-Aignan                                                                                       |
| Lavoir Saint-Aignan | Saint-Aignan                    | Le Maupré                                                               | 49° 39′ 00″ nord, 4° 50′ 53″ est                             | « PA00078497 »                                               | Inscrit                                                      | 1986                                                         | Lavoir Saint-Aignan |
| Église Notre-Dame de Sainte-Vaubourg                                                                                       | Sainte-Vaubourg                 |                                                                         | 49° 27′ 30″ nord, 4° 35′ 19″ est                             | « PA00078509 »                                               | Classé                                                       | 1862                                                         | Église Notre-Dame de Sainte-Vaubourg                                                                                      |
| Église Saint-Ferréol de Saint-Fergeux                                                                                      | Saint-Fergeux                   |                                                                         | 49° 33′ 46″ nord, 4° 12′ 52″ est                             | « PA00078498 »                                               | Inscrit                                                      | 1926                                                         | Église Saint-Ferréol de Saint-Fergeux                                                                                     |
| Halle de Saint-Jean-aux-Bois                                                                                               | Saint-Jean-aux-Bois             |                                                                         | 49° 43′ 27″ nord, 4° 18′ 27″ est                             | « PA00078499 »                                               | Classé                                                       | 1981                                                         | Halle de Saint-Jean-aux-Bois                                                                                              |
| Église Saint-Juvin de Saint-Juvin                                                                                          | Saint-Juvin                     |                                                                         | 49° 20′ 10″ nord, 4° 56′ 20″ est                             | « PA00078500 »                                               | Classé                                                       | 1920                                                         | Église Saint-Juvin de Saint-Juvin                                                                                         |
| Château de Mont-de-Jeux | Saint-Lambert-et-Mont-de-Jeux   |                                                                         | 49° 29′ 42″ nord, 4° 38′ 24″ est                             | « PA00135302 »                                               | Inscrit                                                      | 1995                                                         | Château de Mont-de-Jeux                                                                                                   |
| Église Saint-Loup de Saint-Loup-Terrier                                                                                    | Saint-Loup-Terrier              |                                                                         | 49° 34′ 39″ nord, 4° 36′ 59″ est                             | « PA00078501 »                                               | Classé                                                       | 1984                                                         | Église Saint-Loup de Saint-Loup-Terrier                                                                                   |
| Château de Saint-Marceau                                                                                                   | Saint-Marceau                   |                                                                         | 49° 42′ 35″ nord, 4° 43′ 12″ est                             | « PA00078554 »                                               | Inscrit                                                      | 1990                                                         | Château de Saint-Marceau                                                                                                  |
| Allée couverte de Giraumont                                                                                                | Saint-Marcel                    | Cordelot Route vers Hardoncelle en sortie de Giraumont                  | 49° 46′ 11″ nord, 4° 32′ 57″ est                             | « PA00078502 »                                               | Classé                                                       | 1960                                                         | Allée couverte de Giraumont                                                                                               |
| Chapelle de Giraumont | Saint-Marcel                    |                                                                         | 49° 45′ 49″ nord, 4° 33′ 33″ est                             | « PA00078503 »                                               | Inscrit                                                      | 1972                                                         | Chapelle de Giraumont |
| Église Saint-Marcel de Saint-Marcel                                                                                        | Saint-Marcel                    |                                                                         | 49° 45′ 45″ nord, 4° 34′ 22″ est                             | « PA00078504 »                                               | Classé                                                       | 1911                                                         | Église Saint-Marcel de Saint-Marcel                                                                                       |
| Cimetière de Saint-Morel Cimetière désaffecté autour de l'église avec son mur de soutènement ; ce cimetière n'existe plus. | Saint-Morel                     |                                                                         | 49° 20′ 28″ nord, 4° 41′ 38″ est                             | « PA00078505 »                                               | Classé                                                       | 1930                                                         | Cimetière de Saint-MorelCimetière désaffecté autour de l'église avec son mur de soutènement ; ce cimetière n'existe plus. |
| Église Saint-Maurice de Saint-Morel                                                                                        | Saint-Morel                     |                                                                         | 49° 20′ 15″ nord, 4° 41′ 37″ est                             | « PA00078506 »                                               | Classé                                                       | 1919                                                         | Église Saint-Maurice de Saint-Morel                                                                                       |
| Église Saint-Pierre de Saint-Pierremont                                                                                    | Saint-Pierremont                |                                                                         | 49° 29′ 09″ nord, 4° 56′ 11″ est                             | « PA00078507 »                                               | Inscrit                                                      | 1926                                                         | Église Saint-Pierre de Saint-Pierremont                                                                                   |
| Maison natale de Dom Mabillon                                                                                              | Saint-Pierremont                |                                                                         | 49° 29′ 11″ nord, 4° 56′ 13″ est                             | « PA00078508 »                                               | Inscrit                                                      | 1927                                                         | Maison natale de Dom Mabillon                                                                                             |
| Château de Tassigny | Sapogne-sur-Marche              |                                                                         | 49° 36′ 13″ nord, 5° 18′ 25″ est                             | « PA00078510 »                                               | Classé                                                       | 1991                                                         | Château de Tassigny |
| Église Saint-Crépin-Saint-Crépinien de Saulces-Champenoises                                                                | Saulces-Champenoises            |                                                                         | 49° 26′ 57″ nord, 4° 30′ 16″ est                             | « PA00078511 »                                               | Inscrit                                                      | 1930                                                         | Église Saint-Crépin-Saint-Crépinien de Saulces-Champenoises                                                               |
| Chapelle Sainte-Marie de Saulces-Monclin                                                                                   | Saulces-Monclin                 |                                                                         | 49° 34′ 35″ nord, 4° 29′ 34″ est                             | « PA00078512 »                                               | Inscrit                                                      | 1984                                                         | Chapelle Sainte-Marie de Saulces-Monclin                                                                                  |
| Cimetière de Savigny-sur-Aisne                                                                                             | Savigny-sur-Aisne               |                                                                         | 49° 21′ 34″ nord, 4° 43′ 31″ est                             | « PA00078513 »                                               | Classé                                                       | 1935                                                         | Cimetière de Savigny-sur-Aisne                                                                                            |
| Église Notre-Dame de Savigny-sur-Aisne                                                                                     | Savigny-sur-Aisne               |                                                                         | 49° 21′ 35″ nord, 4° 43′ 31″ est                             | « PA00078514 »                                               | Classé                                                       | 1913                                                         | Église Notre-Dame de Savigny-sur-Aisne                                                                                    |
| Château des Rosiers | Séchault                        |                                                                         | 49° 16′ 58″ nord, 4° 44′ 47″ est                             | « PA00078515 »                                               | Inscrit Classé                                               | 1956                                                         | Château des Rosiers |
| Église Saint-Rémi de Séchault                                                                                              | Séchault                        |                                                                         | 49° 15′ 51″ nord, 4° 44′ 19″ est                             | « PA00078516 »                                               | Inscrit                                                      | 1926                                                         | Église Saint-Rémi de Séchault                                                                                             |
| Château de Sedan | Sedan                           |                                                                         | 49° 42′ 07″ nord, 4° 56′ 58″ est                             | « PA00078518 »                                               | Classé                                                       | 1965                                                         | Château de Sedan |
| Château-bas de Sedan | Sedan                           | Place du Château                                                        | 49° 42′ 08″ nord, 4° 56′ 51″ est                             | « PA00078517 »                                               | Inscrit Classé                                               | 2003 1952                                                    | Château-bas de Sedan |
| Couvent des Capucins irlandais détruit, ne reste que la crypte Fabert                                                      | Sedan                           |                                                                         | 49° 42′ 18″ nord, 4° 56′ 41″ est                             | « PA00078519 »                                               | Classé                                                       | 1962                                                         | Couvent des Capucins irlandaisdétruit, ne reste que la crypte Fabert                                                      |
| Église Saint-Charles-Borromée de Sedan                                                                                     | Sedan                           |                                                                         | 49° 42′ 04″ nord, 4° 56′ 48″ est                             | « PA00078520 »                                               | Classé                                                       | 1980                                                         | Église Saint-Charles-Borromée de Sedan                                                                                    |
| Hôtel de ville de Sedan | Sedan                           | 39, 39bis rue de l'Horloge 11bis rue Saint-Michel                       | 49° 42′ 07″ nord, 4° 56′ 47″ est                             | « PA08000002 »                                               | Inscrit                                                      | 1996                                                         | Hôtel de ville de Sedan                                                                                                   |
| Immeuble | Sedan                           | 16 rue du Mesnil                                                        | 49° 41′ 59″ nord, 4° 57′ 01″ est                             | « PA00078521 »                                               | Inscrit                                                      | 1981                                                         | Immeuble |
| Maison du Gros Chien | Sedan                           | 1 rue du Mesnil 2-4 rue Berchet                                         | 49° 42′ 00″ nord, 4° 57′ 06″ est                             | « PA00078522 »                                               | Inscrit Classé                                               | 1978                                                         | Maison du Gros Chien |
| Manufacture de draps Cunin-Gridaine                                                                                        | Sedan                           | 9 rue de Bayle                                                          | 49° 42′ 01″ nord, 4° 57′ 02″ est                             | « PA00078559 »                                               | Inscrit                                                      | 1991                                                         | Manufacture de draps Cunin-Gridaine                                                                                       |
| Manufacture royale de draps Le Dijonval                                                                                    | Sedan                           | 10-6 avenue du Général-Margueritte                                      | 49° 42′ 21″ nord, 4° 56′ 19″ est                             | « PA00078523 »                                               | Inscrit Classé                                               | 1962 1977                                                    | Manufacture royale de draps Le Dijonval                                                                                   |
| Monument allemand du cimetière Saint-Charles                                                                               | Sedan                           | Cimetière Saint-Charles                                                 | 49° 42′ 42″ nord, 4° 56′ 32″ est                             | « PA08000019 »                                               | Inscrit                                                      | 2017                                                         | Monument allemand du cimetière Saint-Charles                                                                              |
| Synagogue de Sedan | Sedan                           | 6 rue de Verdun                                                         | 49° 41′ 56″ nord, 4° 56′ 57″ est                             | « PA00078524 »                                               | Inscrit                                                      | 1984                                                         | Synagogue de Sedan |
| Plate-forme d'artillerie de Semide                                                                                         | Semide                          | Noue-Ramon                                                              | 49° 20′ 03″ nord, 4° 35′ 42″ est                             | « PA00078525 »                                               | Classé                                                       | 1922                                                         | Plate-forme d'artillerie de Semide                                                                                        |
| Église Saint-Nicolas de Semuy                                                                                              | Semuy                           |                                                                         | 49° 29′ 07″ nord, 4° 39′ 25″ est                             | « PA00078526 »                                               | Classé                                                       | 1920                                                         | Église Saint-Nicolas de Semuy                                                                                             |
| Église Saint-Leu de Sévigny-Waleppe                                                                                        | Sévigny-Waleppe                 |                                                                         | 49° 36′ 17″ nord, 4° 04′ 54″ est                             | « PA00135303 »                                               | Inscrit                                                      | 1995                                                         | Église Saint-Leu de Sévigny-Waleppe                                                                                       |
| Église Saint-Nicolas de Signy-le-Petit                                                                                     | Signy-le-Petit                  |                                                                         | 49° 54′ 13″ nord, 4° 16′ 45″ est                             | « PA00078527 »                                               | Inscrit                                                      | 1926                                                         | Église Saint-Nicolas de Signy-le-Petit                                                                                    |
| Église Notre-Dame de Sorcy-Bauthémont                                                                                      | Sorcy-Bauthémont                |                                                                         | 49° 32′ 18″ nord, 4° 32′ 17″ est                             | « PA00078528 »                                               | Classé                                                       | 1986                                                         | Église Notre-Dame de Sorcy-Bauthémont                                                                                     |
| Église Notre-Dame de Stonne                                                                                                | Stonne                          |                                                                         | 49° 33′ 02″ nord, 4° 55′ 34″ est                             | « PA08000017 »                                               | Inscrit                                                      | 2015                                                         | Église Notre-Dame de Stonne                                                                                               |
| Église Saint-Pierre de Tagnon                                                                                              | Tagnon                          |                                                                         | 49° 26′ 19″ nord, 4° 17′ 24″ est                             | « PA00078529 »                                               | Inscrit                                                      | 1926                                                         | Église Saint-Pierre de Tagnon                                                                                             |
| Église Saint-Martin de Tannay                                                                                              | Tannay                          |                                                                         | 49° 31′ 33″ nord, 4° 50′ 01″ est                             | « PA00078530 »                                               | Classé                                                       | 1972                                                         | Église Saint-Martin de Tannay                                                                                             |
| Château de Thugny-Trugny, parc et grange aux dîmes                                                                         | Thugny-Trugny                   | Rue du château                                                          | 49° 29′ 07″ nord, 4° 25′ 14″ est                             | « PA00078531 »                                               | Inscrit                                                      | 1946                                                         | Château de Thugny-Trugny, parc et grange aux dîmes                                                                        |
| Église Saint-Loup de Thugny-Trugny                                                                                         | Thugny-Trugny                   |                                                                         | 49° 29′ 02″ nord, 4° 25′ 21″ est                             | « PA00078532 »                                               | Classé                                                       | 1920                                                         | Église Saint-Loup de Thugny-Trugny                                                                                        |
| Château de la Basse-Touligny                                                                                               | Touligny                        | La Basse Touligny                                                       | 49° 40′ 03″ nord, 4° 38′ 19″ est                             | « PA08000003 »                                               | Inscrit                                                      | 1998                                                         | Château de la Basse-Touligny                                                                                              |
| Église Saint-Martin de Tournes                                                                                             | Tournes                         |                                                                         | 49° 47′ 51″ nord, 4° 38′ 14″ est                             | « PA00078533 »                                               | Classé                                                       | 1923                                                         | Église Saint-Martin de Tournes                                                                                            |
| Croix Saint-Roch | Tourteron                       | Rue de la Saboterie                                                     | 49° 32′ 29″ nord, 4° 38′ 20″ est                             | « PA00078534 »                                               | Inscrit                                                      | 1972                                                         | Croix Saint-Roch |
| Croix de Tourteron | Tourteron                       | Ruelle de l'Église Près du monument aux morts                           | 49° 32′ 24″ nord, 4° 38′ 15″ est                             | « PA00078534 »                                               | Inscrit                                                      | 1972                                                         | Croix de Tourteron |
| Croix de Tourteron | Tourteron                       | Rue des Pommes Rue du Pont-Vert                                         | 49° 32′ 09″ nord, 4° 38′ 21″ est                             | « PA00078534 »                                               | Inscrit                                                      | 1972                                                         | Croix de Tourteron |
| Église Saint-Brice de Tourteron                                                                                            | Tourteron                       | Ruelle de l'église                                                      | 49° 32′ 27″ nord, 4° 38′ 15″ est                             | « PA00078535 »                                               | Classé                                                       | 1913                                                         | Église Saint-Brice de Tourteron                                                                                           |
| Bornes de Saint-Rémi | Tremblois-lès-Rocroi            | Tremblois-lès-Rocroi                                                    | 49° 50′ 54″ nord, 4° 29′ 30″ est                             | « PA00078536 »                                               | Classé                                                       | 1931                                                         | Bornes de Saint-Rémi |
| Couvent des Cordeliers de La Cassine                                                                                       | Vendresse                       |                                                                         | 49° 34′ 38″ nord, 4° 48′ 47″ est                             | « PA00078358 »                                               | Inscrit                                                      | 1930                                                         | Couvent des Cordeliers de La Cassine                                                                                      |
| Église Saint-Martin de Vendresse                                                                                           | Vendresse                       |                                                                         | 49° 36′ 12″ nord, 4° 47′ 42″ est                             | « PA00078537 »                                               | Inscrit                                                      | 1972                                                         | Église Saint-Martin de Vendresse                                                                                          |
| Haut-fourneau de Vendresse                                                                                                 | Vendresse                       | Le Fourneau                                                             | 49° 36′ 13″ nord, 4° 47′ 16″ est                             | « PA00078538 »                                               | Inscrit                                                      | 1972                                                         | Haut-fourneau de Vendresse                                                                                                |
| Église Saint-Laurent de Verpel                                                                                             | Verpel                          |                                                                         | 49° 23′ 00″ nord, 4° 56′ 02″ est                             | « PA00078539 »                                               | Classé                                                       | 1846                                                         | Église Saint-Laurent de Verpel                                                                                            |
| Église Saint-Rémi de Viel-Saint-Remy                                                                                       | Viel-Saint-Remy                 |                                                                         | 49° 37′ 47″ nord, 4° 30′ 10″ est                             | « PA00078540 »                                               | Inscrit                                                      | 1943                                                         | Église Saint-Rémi de Viel-Saint-Remy                                                                                      |
| Église Saint-Pierre de Villers-Semeuse                                                                                     | Villers-Semeuse                 |                                                                         | 49° 44′ 22″ nord, 4° 45′ 04″ est                             | « PA00078541 »                                               | Inscrit                                                      | 1972                                                         | Église Saint-Pierre de Villers-Semeuse                                                                                    |
| Ouvrage de La Ferté | Villy                           |                                                                         | 49° 35′ 05″ nord, 5° 13′ 58″ est                             | « PA00078542 »                                               | Inscrit                                                      | 1980                                                         | Ouvrage de La Ferté |
| Collégiale Saint-Ermel de Vireux-Molhain                                                                                   | Vireux-Molhain                  |                                                                         | 50° 05′ 21″ nord, 4° 42′ 34″ est                             | « PA00078543 »                                               | Classé                                                       | 1964                                                         | Collégiale Saint-Ermel de Vireux-Molhain                                                                                  |
| Église Notre-Dame de Voncq                                                                                                 | Voncq                           |                                                                         | 49° 28′ 15″ nord, 4° 39′ 58″ est                             | « PA00078544 »                                               | Classé                                                       | 1920                                                         | Église Notre-Dame de Voncq                                                                                                |
| Église Saint-Maurille de Vouziers                                                                                          | Vouziers                        |                                                                         | 49° 23′ 51″ nord, 4° 42′ 15″ est                             | « PA00078545 »                                               | Classé                                                       | 1913                                                         | Église Saint-Maurille de Vouziers                                                                                         |
| Forge de Vrigne-aux-Bois                                                                                                   | Vrigne-aux-Bois                 | Grande-Rue                                                              | 49° 44′ 30″ nord, 4° 51′ 32″ est                             | « PA00078562 »                                               | Inscrit                                                      | 1991                                                         | Forge de Vrigne-aux-Bois                                                                                                  |
| Carré militaire et monument aux morts                                                                                      | Vrigne-Meuse                    | Cimetière                                                               | 49° 42′ 06″ nord, 4° 50′ 35″ est                             | « PA08000018 »                                               | Inscrit                                                      | 2017                                                         | Carré militaire et monument aux morts                                                                                     |
| Église Saint-Maurice de Vrizy                                                                                              | Vrizy                           |                                                                         | 49° 25′ 33″ nord, 4° 40′ 33″ est                             | « PA00078546 »                                               | Classé                                                       | 1920                                                         | Église Saint-Maurice de Vrizy                                                                                             |
| Église Saint-Jean-Baptiste de Warcq                                                                                        | Warcq                           |                                                                         | 49° 46′ 10″ nord, 4° 40′ 53″ est                             | « PA00078547 »                                               | Classé                                                       | 1927                                                         | Église Saint-Jean-Baptiste de Warcq                                                                                       |
| Château de Wasigny | Wasigny                         | R.D. 10                                                                 | 49° 38′ 09″ nord, 4° 21′ 24″ est                             | « PA00078548 »                                               | Inscrit                                                      | 1946                                                         | Château de Wasigny |
| Halle de Wasigny | Wasigny                         |                                                                         | 49° 37′ 55″ nord, 4° 21′ 20″ est                             | « PA00078549 »                                               | Inscrit                                                      | 1927                                                         | Halle de Wasigny |

## Anciens monuments historiques
| Monument                                                         | Commune | Adresse | Coordonnées    | Notice         | Protection    | Date      | Illustration               |
| ---------------------------------------------------------------- | ------- | ------- | -------------- | -------------- | ------------- | --------- | -------------------------- |
| Fontaine de l'ancien hôtel de la trésorerie générale de Mézières | Rethel  |         | à géolocaliser | « PA00078364 » | Inscrit Radié | 1927 2003 | Image manquante Téléverser |